# Teresa Chynczewska-Hennel
Teresa Chynczewska-Hennel (ur. 27 stycznia 1952 w Jeleniej Górze) – polska historyk, profesor nauk humanistycznych. Żona Andrzeja Hennela.

## Życiorys
Absolwentka studiów historycznych na Uniwersytecie Warszawskim (1976). Pracę doktorską pod kierunkiem Zbigniewa Wójcika obroniła w 1982. W 1995 na podstawie dorobku naukowego oraz rozprawy pt. Rzeczpospolita XVII wieku w oczach cudzoziemców uzyskała w Instytucie Historii im. Tadeusza Manteuffla Polskiej Akademii Nauk stopień doktora habilitowanego nauk humanistycznych w dyscyplinie historia specjalność historia nowożytna. W 2009 prezydent RP nadał jej tytuł profesora nauk humanistycznych.
Specjalizuje się w dziejach kultury staropolskiej, historii najnowszej, historii nowożytnej i historii Ukrainy. Była kierownikiem Katedry Historii do XIX wieku i Edytorstwa Źródłowego  na Wydziale Historii i Stosunków Międzynarodowych Uniwersytetu w Białymstoku. Była kierowniczką Katedry Ukrainistyki na Wydziale Lingwistyki Stosowanej Uniwersytetu Warszawskiego. 
W latach 2012–2015 oraz obecnie od 2020 członkini Komitetu Nauk Historycznych PAN. Członkini Komisji Wschodnioeuropejskiej Polskiej Akademii Umiejętności. Od 2012 jest przewodniczącą Rady Fundatorów Kasy im. Józefa Mianowskiego – Fundacji Popierania Nauki. W latach 2017–2019 była członkinią Komitetu Ewaluacji Jednostek Naukowych przy Ministrze Nauki i Szkolnictwa Wyższego.  Od 2019 jest członkinią polskiego PEN Clubu, a od 2022 wiceprezesem zarządu PEN Clubu, od 2020 członkinią Towarzystwa Naukowego Warszawskiego. 
W 1974 poślubiła Andrzeja Hennela.

## Nagrody i odznaczenia
- Nagroda im. Władysława Konopczyńskiego – 1995[3]
- Medal Komisji Edukacji Narodowej – 2007[3]
- Nagroda im. Księcia Konstantego Ostrogskiego – 2008[3]
- Medal Złoty za Długoletnią Służbę 2019[3]
- Srebrny Krzyż Zasługi (2022)[8]

## Ważniejsze publikacje
- Świadomość narodowa szlachty ukraińskiej i kozaczyzny od schyłku 16 do połowy 17 w., Warszawa: Państwowe Wydawnictwo Naukowe 1985.
- (redakcja) Między Wschodem a Zachodem : Rzeczpospolita XVI–XVIII w. : studia ofiarowane Zbigniewowi Wójcikowi w siedemdziesiątą rocznicę urodzin, pod red. Teresy Chynczewskiej-Hennel, Warszawa: Wydawnictwa Fundacji "Historia pro Futuro" 1993.
- Rzeczpospolita XVII wieku w oczach cudzoziemców, Wrocław : Zakład Narodowy im. Ossolińskich, 1993 (wyd. 2 – Warszawa: Instytut Historii Polskiej Akademii Nauk 1994).
- (redakcja) Między sobą. Szkice historyczne polsko-ukraińskie, pod red. Teresy Chynczewskiej-Hennel i Natalii Jakowenko, Lublin: Instytut Europy Środkowo-Wschodniej 2000.
- (edycja) Acta Nuntiaturae Polonae, t. 25: Marius Filonardi (1635–1643), Vol. 1: (12 II 1635–29 X 1636): in quo publicantur etiam documenta, ed. Theresia Chynczewska-Hennel,  Cracoviae: Polska Akademia Umiejętności 2003.
- (edycja) Acta Nuntiaturae Polonae, t. 25: Marius Filonardi (1635–1643), Vol. 2: (1 XI 1636–31 X 1637), ed. Theresia Chynczewska-Hennel,  Cracoviae: Polska Akademia Umiejętności – Opole: AB Oficyna Wydawnicza 2006.
- (współautor) Od Mieszka I do Jana Pawła II. Kompaktowa historia Polski na 30 CD (audiobook) – Warszawa, Bellona 2005
- Nuncjusz i król. Nuncjatura Maria Filonardiego w Rzeczypospolitej 1636–1643, Warszawa: Wydawnictwo Neriton – Instytut Historii PAN 2006.
- (redakcja) 350-lecie unii hadziackiej (1658–2008), pod red. Teresy Chynczewskiej-Hennel, Piotra Krolla i Mirosława Nagielskiego, Warszawa: Wydawnictwo DiG 2008.
- (wraz z Markiem Barańskim i Andrzejem Stanisławem Szwarcem) Dzieje polskiej dyplomacji. Odd X wieku do 1918 roku (od początków państwa polskiego do odzyskania niepodległości), Olszanica: Wydawnictwo BoSz 2010.
- (redakcja) Natalia Jakowenko, Druga strona lustr. Z historii wyobrażeń i idei na Ukrainie XVI–XVII wieku, przeł. Katarzyna Kotyńska, red. nauk. Teresa Chynczewska-Hennel, Warszawa: Wydawnictwa Uniwersytetu Warszawskiego 2010.
- (redakcja) Odsiecz wiedeńska, red. nauk. tomu Teresa Chynczewska-Hennel, Warszawa: Muzeum Pałac w Wilanowie 2011.
- (współredakcja) Nuncjatura Apostolska w Rzeczypospolitej, red. Teresa Chynczewska-Hennel, Katarzyna Wiszowata-Walczak, Białystok: Benkowski Publishing & Balloons 2012.